# Susanne Kuehling
Susanne Kuehling ist eine deutsche Anthropologin und Ethnologin. Sie ist Professorin an der University of Regina in Kanada.

## Forschung
Kuehling ist an der Erforschung kleiner matrilinearer Gemeinschaften mit matrilokaler Güterzuordnung interessiert, insbesondere in Mikronesien und Melanesien. Sie erwarb ihren M.A. an der Universität Göttingen 1989 mit einer Arbeit über das Kauen von Betel in Melanesien. Anschließend studierte sie von 1994 bis 1998 an der Australian National University und erhielt hierfür Stipendien von der ANU und der Friedrich-Ebert-Stiftung. Sie schloss ihre wissenschaftliche Ausbildung 1999 in Australien mit einer Arbeit über das Kula-Ritual des Geschenkaustauschs auf der zu Papua-Neuguinea gehörenden Insel Dobu ab. Sie unterrichtete fünf Jahre lang an der Universität Heidelberg, bevor sie 2008 nach Kanada wechselte. Für Feldstudien hielt sie sich 1992–1994, 1997 und 2004 auf den Inseln Dobu und Woleai in Mikronesien auf. Ihre Arbeit auf Dobu untersuchte hauptsächlich die Praxis des Teilens und Für-Sich-Behaltens in der Inselökonomie, ihre neuere Forschung hat die Beziehung von Insulanern zu ihrem Land in Mikronesien und Communities von Migranten auf Guam und Saipan zum Thema. Ihre Interessengebiete sind auch Ethnographie Neuguineas und Mikronesiens, Anthropologie von Gender und Landschaft und Geschichte der Anthropologie.

## Rezeption
In ihren Arbeiten zur Insel Dobu stellt Kuehling das von Reo Fortune und Ruth Benedict gezeichnete Bild der Dobu als einer paranoiden und kriegerischen Gesellschaft in Frage. Sie bezieht in ihre Darstellung die ökonomische Lage der Inselbewohner als Arbeiter in Indenturverträgen und ihre Randlage in der globalen Ökonomie ein und zeichnet ein weniger statisches Bild von ihrer Gesellschaft. Die positivere Darstellung wurde von den Inselbewohnern, die über ihr Porträt als „Bösewichter“ in älteren Studien gar nicht informiert waren, sehr positiv aufgenommen, fand aber in der universitären Ethnologie bisher weniger Beachtung als die älteren Studien Benedicts.
2015 erhielt Kuehling eine Auszeichnung der University of Regina für innovative Lehrmethoden.

## Werke (Auswahl)
- The name of the gift: ethics of exchange on Dobu Island. Doktorarbeit Australian National University 1998 (englisch; Downloadseite).
- Dobu: ethics of exchange on a Massim Island, Papua New Guinea. Hawaii University, Honolulu 2005 (englisch).[9][10][11][12]
- The Converted War Canoe: Cannibal Raiders, Missionaries and Pax Britannica on Dobu Island, Papua New Guinea. In: Anthropologica. Band 56, Nr. 2, 2014, S. 269–284 (englisch).
- A Fat Sow Named Skulfi: “Expensive” Words in Dobu Island Society. In: Elisabetta Gnecchi-Ruscone, Anna Paini: Tides of Innovation in Oceania: Value, materiality and place. Anu Press, Canberra 2017, S. 193–224 (englisch; PDF: 282 kB, 33 Seiten auf anu.edu.au).
- Standing tall: Posture, ethics and emotions in Dobu. In: James J. Fox (Hrsg.): Expressions of Austronesian Thought and Emotions. Anu Press, Canberra 2018, ISBN 978-1-76046-191-1 (englisch; online auf anu.edu.au).
- Werke von Susanne Kuehling in der Bibliographie von Trobiand in Depth, März 2018, S. 117–119.